# 三菱・4G4系エンジン
三菱・4G4系エンジン（みつびし・4G4けい-）は1971年から1979年まで三菱自動車工業によって製造されていた1.2L - 1.4Lの小排気量車、および産業用の直列4気筒ガソリンエンジン。通称ネプチューンエンジン。バルブ駆動方式はすべてOHVを採用していた。しかし、昭和54年排出ガス規制をクリアすることができず、結果的にSOHCヘッドを用いた小型・軽量設計の4G1系エンジン（通称オリオンエンジン。のちにDOHCヘッドも追加される）に取って代わられた。なお、本項では自動車用に限り記述する。

## 概要
同社のコルト1000 / 1100 / 1200 / 1500シリーズや初代デリカ、ジープなどに搭載されていた同社の6気筒を除くKE型4気筒エンジンシリーズ（KE4系・KE6系エンジン）の発展型にあたるエンジンで、これまでのKE型4気筒シリーズの3ベアリング式クランクシャフトに対し、この4G4系ではトヨタ・K型エンジンや初期型を除く日産・A型エンジン同様、ハイマウントカムシャフト、ショートプッシュロッド、クランクシャフトの5ベアリング化がなされており、高回転にもある程度耐えうるように設計されていた。
本来は同社の商用車用、および三菱重工業(現・三菱ロジスネクスト)向けのフォークリフト(FG14/15型)用向けエンジンとして開発されたが、開発・製造コストの償却を早める目的で、同社の一部の廉価クラスの小型乗用車にも搭載された。
ちなみに同社が自動車用に開発したガソリンエンジンとしては最後のOHVエンジンとなった。

### 共通項目
- 構造：4ストローク、直列型
- シリンダー数：4

- 弁機構：OHV
- バルブ数：1シリンダーあたり2バルブ（吸気：1、排気：1）
- 冷却：水冷

## 4G41（ネプチューン86）
製造期間：1971年 - 1979年
- 排気量：1378cc
- ボア×ストローク（mm）：76.5×75.0
- 圧縮比：9.0：1
- 最高出力：86ps（63kw）/6,000rpm　
  - 82ps（59kw）/6,000rpm　※1975年12月に一部改良を実施したデリカ1400バン/トラックのみ
  - 78ps（55kw）/5,500rpm　※1977年11月に一部改良を実施したデリカ1400バン/トラックのみ
- 最大トルク：11.7 kgm（115Nm）/4,000rpm　
  - 11.5 kgm（113Nm）/4,000rpm　※1975年12月以降に一部改良を実施したデリカ1400バン/トラックのみ
  - 11.3 kgm（111Nm）/4,000rpm　※1977年11月以降に一部改良を実施したデリカ1400バン/トラックのみ
- 初搭載車種：デリカ75シリーズ
- その他の搭載車種：コルトギャラン（バン、および海外仕様のみ）、ギャランクーペFTO（「G III」除く）、デリカ1400シリーズ

## 4G41（ネプチューン95）
製造期間：1971年 - 1973年
- 排気量：1378cc
- ボア×ストローク（mm）：76.5×75.0
- 圧縮比：9.0：1
- 最高出力：95ps（70kw）/6,300rpm
- 最大トルク：12.3 kgm（121Nm）/4,500rpm
  - 初搭載車種：ギャランクーペFTO（「G III」）
  - その他の搭載車種：該当なし

## 4G42（ネプチューン70）
製造期間：1973年 - 1979年
- 排気量：1187cc
- ボア×ストローク（mm）：71.0×75.0
- 圧縮比：9.0：1
- 最高出力：70ps（51kw）/6,000rpm
  - 68ps（49kw）/6,000rpm　※1976年11月にマイナーチェンジを実施したランサーバン、および同年11月に一部改良を実施したデリカ1200バン/トラックのみ
- 最大トルク：9.7 kgm（95Nm）/4,000rpm
  - 9.6 kgm（94Nm）/4,000rpm　※1976年11月にマイナーチェンジを実施したランサーバン、および同年11月に一部改良を実施したデリカ1200バン/トラックのみ
  - 初搭載車種：ランサー
  - その他の搭載車種：デリカ1200シリーズ